# Юркевич, Андрей (кёрлингист)
Андре́й Юрке́вич (; род. 2 февраля 1978, Солигорск, Минская область) — белорусский кёрлингист.
Играет в основном на позиции второго.
В 2015—2017 годах — участник национальных мужской и смешанной сборных Белоруссии по кёрлингу.
Занимается кёрлингом с 2014 года.

## Достижения
- Чемпионат Беларуси по кёрлингу среди смешанных команд: золото (2016), серебро (2017).
- Чемпионат Беларуси по кёрлингу среди смешанных пар: бронза (2015).

## Команды
| Сезон                                               | Четвёртый      | Третий              | Второй          | Первый            | Запасной                              | Турниры                   |
| --------------------------------------------------- | -------------- | ------------------- | --------------- | ----------------- | ------------------------------------- | ------------------------- |
| 2015—16                                             | Павел Петров   | Дмитрий Баркан      | Андрей Юркевич  | Николай Криштопа  | Ilya Kazlouski тренер: Ilya Kazlouski | ЧЕ 2015 (гр. C) (6 место) |
| 2016—17                                             | Дмитрий Баркан | Павел Петров        | Андрей Юркевич  | Николай Криштопа  | Евгений Клевец                        | ЧЕ 2017 (гр. C) (4 место) |
| Кёрлинг среди смешанных команд (mixed curling)      |                |                     |                 |                   |                                       |                           |
| 2015—16                                             | Дмитрий Баркан | Алина Павлючик      | Андрей Юркевич  | Маргарита Дешук   |                                       | ЧБСК 2016                 |
| 2016—17                                             | Дмитрий Баркан | Алина Павлючик      | Андрей Юркевич  | Маргарита Дешук   | тренер: Александр Орлов               | ЧМСК 2016 (27 место)      |
| 2016—17                                             | Алина Павлючик | Дмитрий Баркан      | Маргарита Дешук | Андрей Юркевич    |                                       | ЧБСК 2017                 |
| 2017—18                                             | Андрей Юркевич | Наталия Свержинская | Евгений Клевец  | Инесса Павлючик   |                                       | ЧБСК 2018 (4 место)       |
| 2018—19                                             | Андрей Юркевич | Ирина Белько        | Евгений Клевец  | Татьяна Филипенко |                                       | ЧБСК 2019 (5 место)       |
| Кёрлинг среди смешанных пар (mixed doubles curling) |                |                     |                 |                   |                                       |                           |
| 2015—16                                             | Андрей Юркевич | Арина Свержинская   |                 |                   |                                       | ЧБСП 2015                 |
| 2016—17                                             | Андрей Юркевич | Арина Свержинская   |                 |                   |                                       | ЧБСП 2016 (5 место)       |

(скипы выделены полужирным шрифтом)